# 聖佩德羅區 (盧卡納斯省)

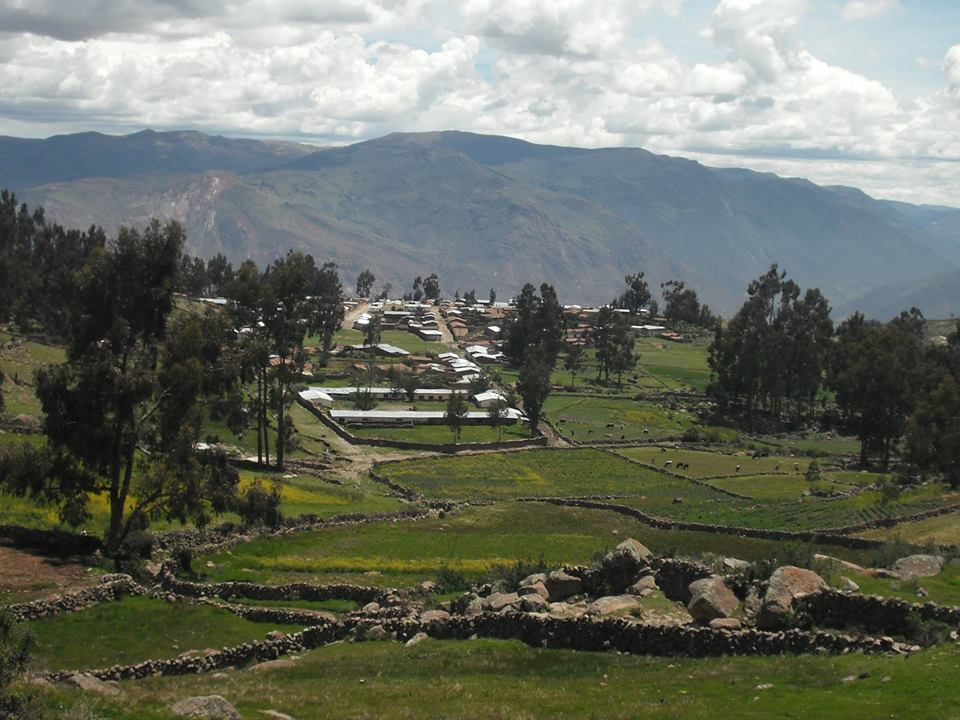

14°41′38″S 74°07′27″W / 14.69389°S 74.12417°W
聖佩德羅區（西班牙語：Distrito de San Pedro），是秘魯的一個區，位於該國中南部阿亞庫喬大區的盧卡納斯省，始建於1907年12月16日，面積733平方公里，海拔高度3,097米，2005年人口3,268，人口密度每平方公里4.5人。